# Loupershouse
Loupershouse (deutsch Lupershausen) ist eine französische Gemeinde mit 899 Einwohnern (Stand 1. Januar 2022) im Département Moselle in der Region Grand Est (bis 2015 Lothringen). Sie gehört zum Arrondissement Sarreguemines.

## Geografie
Loupershouse liegt 15 Kilometer südlich von Forbach und 15 Kilometer südwestlich von Saargemünd auf einer Höhe zwischen 225 und 291 m über dem Meeresspiegel. Durch das 7,77 km² umfassende Gemeindegebiet führt die Autoroute A4 (Paris-Straßburg) mit der Anschlussstelle Puttelange-aux-Lacs.

## Geschichte
Der Ort wurde 1409 erstmals urkundlich erwähnt.
Der Wolf im Wappen erinnert an den Ortsnamen (Luporumhausen = Haus der Wölfe). Das Hirschgeweih steht für Heiligen Hubertus den Schutzpatron der Gemeinde.

### Bevölkerungsentwicklung
| Jahr      | 1962 | 1968 | 1975 | 1982 | 1990 | 1999 | 2007 | 2019 |
| Einwohner | 766  | 776  | 826  | 853  | 850  | 893  | 937  | 904  |

## Sehenswürdigkeiten
- Kirche Saint-Matthieu von 1966
- Kirche Saint-Hubert im Ortsteil Ellviller

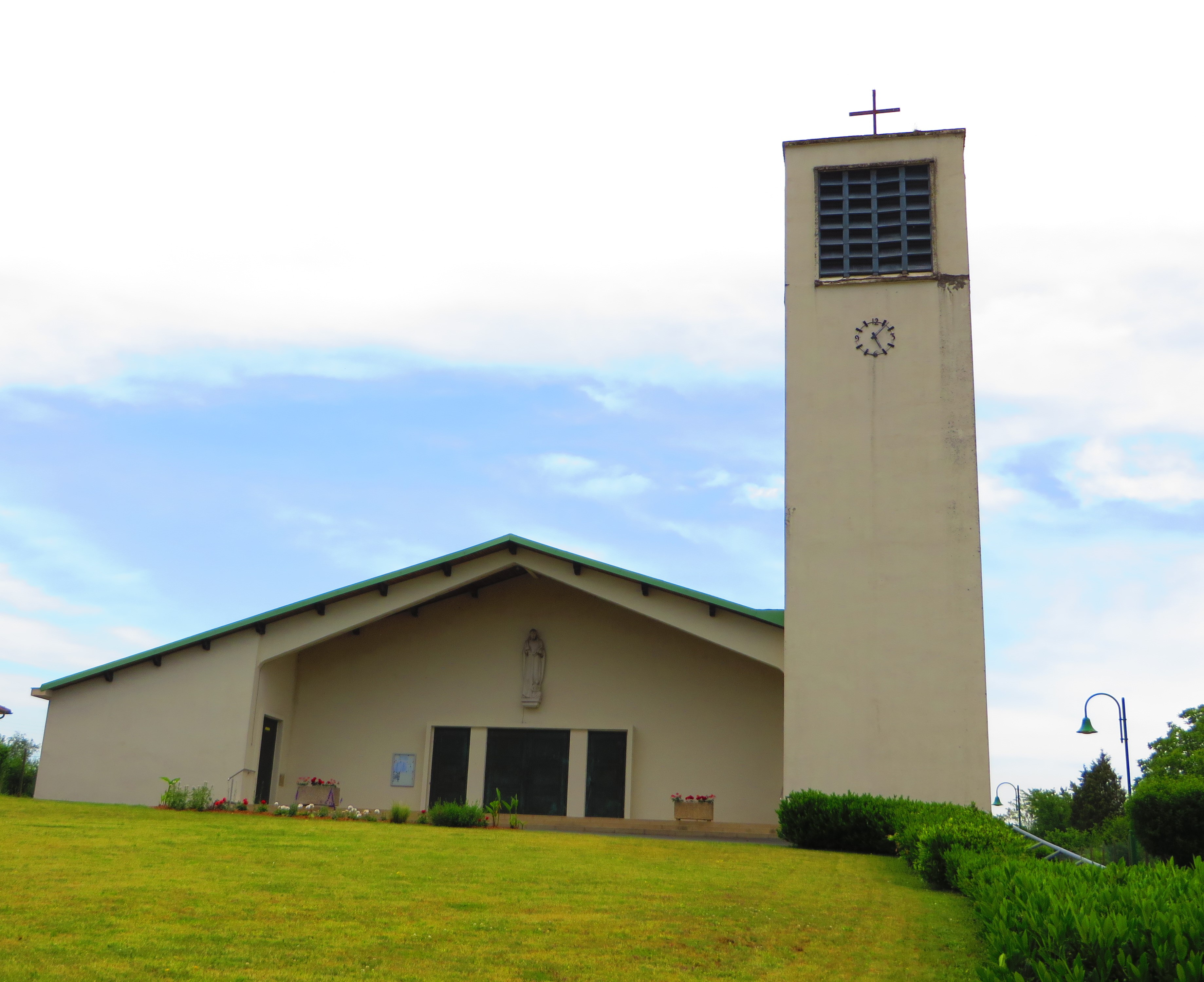
Kirche Saint-Matthieu
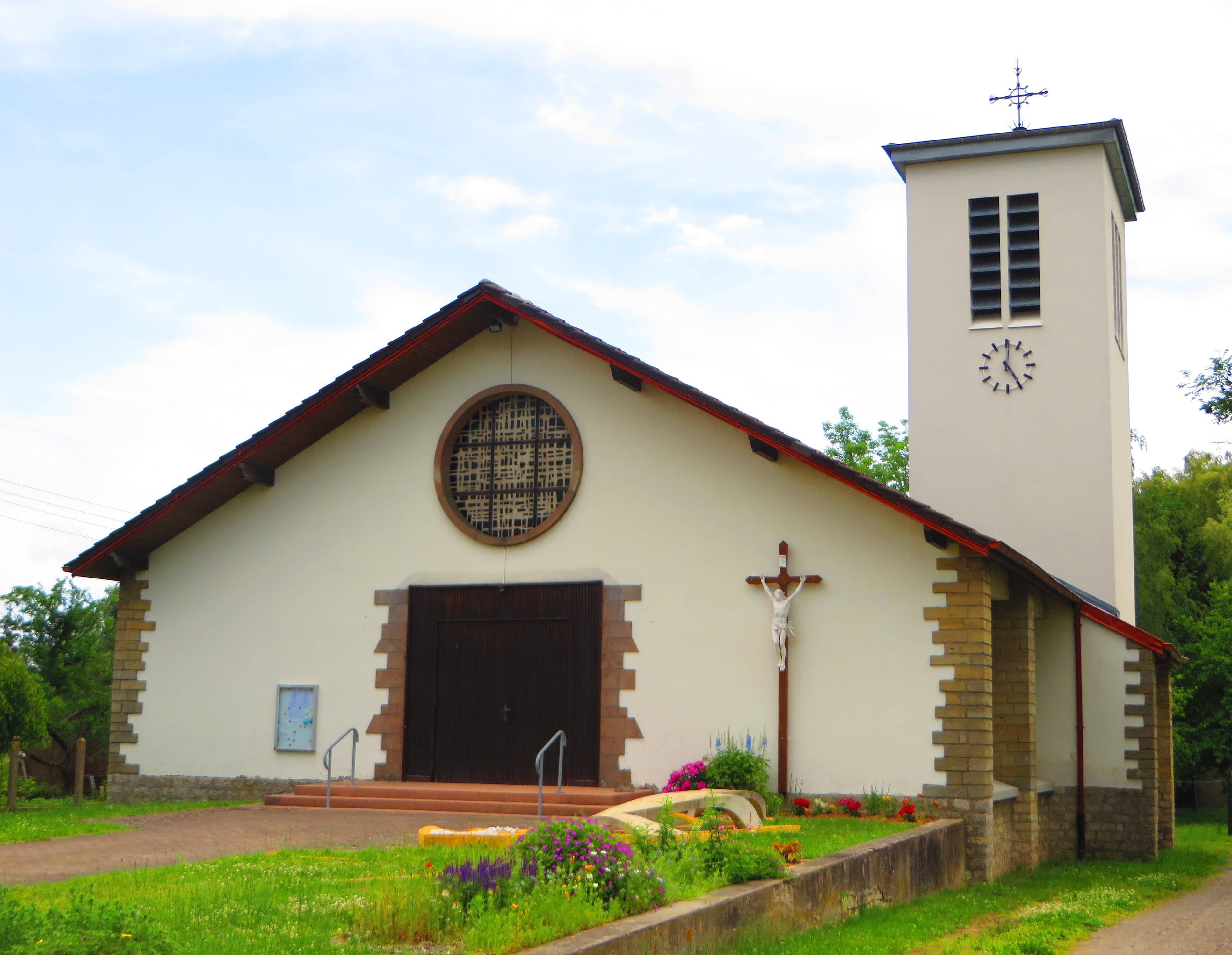
Kirche Saint-Hubert

## Belege
1. ↑  Wappenbeschreibung auf genealogie-lorraine.fr (französisch)